# RAF Laarbruch
RAF Laarbruch is een voormalig Brits vliegveld en RAF-steunpunt. Het werd in 2002 verkocht aan een aantal Nederlandse investeerders. Het voert sinds 2003 de naam Airport Weeze. Om commerciële redenen werd de naam Düsseldorf Niederrhein gevoerd, hoewel de stad Düsseldorf op aanzienlijke afstand ligt van dit vliegveld (hemelsbreed 60 km).

## Geschiedenis
Na de Tweede Wereldoorlog werden langs de Duits- Nederlandse grens, ten oosten van de provincie Limburg vier operationele RAF-steunpunten gevestigd:
- RAF Laarbruch
- RAF Brüggen
- RAF Wildenrath
- RAF Geilenkirchen

Deze vliegvelden werden eerst door de Britse bezettingsmacht en later door de RAF gebruikt. In de loop van de tijd werden er drie gesloten. Alleen RAF Geilenkirchen is overgebleven als NAVO-steunpunt.
RAF Laarbruch werd in 1954 operationeel, en was oorspronkelijk bedoeld als basis voor verkenningsvliegtuigen als de Gloster Meteor en de English Electric Canberra. Het wapenschild van de basis vermeldde de spreuk ‘Eine feste Burg’ (een sterk fort). Meer dan 40 jaar was de basis in gebruik voor de Britse NATO luchtstrijdkrachten. Met een totaal bestand van meer dan 2300 militairen, circa 1570 gezinnen, meer dan 2300 kinderen, 2 scholen, 5 winkelketens, 2 postkantoren, 2 banken, een radiostation (BFBS) en een eigen gemeenschap was RAF Laarbruch vergelijkbaar met een dorp. Het werd ook de grootste werkgever in een cirkel van 40 km in de omtrek.
Door de jaren heen maakte de basis veel veranderingen mee.
Op RAF Laarbruch waren als laatste operationele squadrons Hawker Siddeley Harrier, CH-47 Chinook en Eurocopter AS 332 Puma eenheden gelegerd alsmede een batterij van het Rapier raketsysteem grond-lucht afweerraketten en een bewakingseenheid (beiden van het RAF Regiment) en een verbindingssquadron van de Britse landmacht.
Na het einde van de Koude Oorlog bleef de rol van RAF Laarbruch vanaf 1990 op aangepaste wijze intact. Na een herevaluatie en herschikking van de NATO strijdkrachten werden deze omgevormd in ‘Reaction Forces’. Dat betekende een verschuiving in strategie. Van het oude concept (vechten vanuit een vast zwaar verdedigd steunpunt) veranderde dit zeer snel in een nieuwe situatie (vechten als een uitgezonden NATO eenheid en eventueel ook buiten NATO gebied). Voor deze nieuw rol werd RAF Laarbruch dan ook optimaal uitgerust.
De mengeling van strijdkrachten die vanaf 1992 op de basis aanwezig was werd een van de meest luchtmobiele in de RAF. Met een Harrier en Support Helicopter squadron, 3 afzonderlijke RAF Regiment eenheden voor bewaking en luchtverdediging, een eigen technische dienst, logistieke en administrative elementen kon de strijdmacht even effectief vanaf de basis opereren als vanaf een afgelegen plek ‘in the middle of nowhere’. Als bewijs bleek het goede optreden van op Laarbruch gelegerde eenheden tijdens peacekeeping en andere defensieve operaties buiten NATO gebied.
Sinds de heruitrusting met de Harrier GR7, zijn No 3(Fighter) Squadron en No IV(Army Support Operation) Squadron vanaf RAF Laarbruch, actief ingezet boven Irak tijdens operatie Provide Comfort (de no-fly zone in Noord Irak) en boven Bosnië tijdens operatie Decisive Edge (een deel van operatie Deny Flight). Ook het derde Harrier squadron, No 1 (Fighter) Squadron uit RAF Wittering in Engeland deed hieraan mee en de 3 squadrons deelden werklast en gevaar waarbij telkens 1 eenheid voor 2 maanden naar de Italiaanse vliegbasis Gioia Del Colle werd gezonden.
De Harrier strijdmacht hervatte de peacekeeping missie boven Bosnië in augustus 1995 en meteen werd IV AirSupport squadron betrokken in operatie Deliberate Force, het bombarderen van Bosnische Serviërs. De RAF Harrier strijdmacht werd ook getraind voor een heel andere inzet; operaties vanaf vliegdekschepen van de Royal Navy samen met de Sea Harrier FA2.

## Ondersteunende operaties
De helikoptersteun aan de Harrier strijdmacht van de ondersteunende helikopters van No 18 (Bomber) Squadron was onontbeerlijk voor een goed verloop van alle operaties. Primair belast met ondersteuningstaken voor de Engelse landmachteenheden in Duitsland (troepentransport, logistieke herbevoorrading en gewondentransport) werd ondersteuning bij peacekeeping operaties de nieuwe taak.
Vanaf januari 1996, werd 18(B) Squadron met twee CH-47 Chinook-helikopters uitgerust, incl. 2 bemanningen en onderhoudspersoneel in Split, Kroatië. Deze vlogen met vier andere Chinooks van de Engelse basis RAF Odiham en vier Royal Navy Sea King helikopters en verleenden steun aan alle IFOR eenheden van de NATO Implementation Force. Ook leverde 18 Sqn een Chinook bemanning ten behoeve van 78 Sqn op de Falklandeilanden. 18(B) Squadron was in de RAF de enige eenheid met een gemengde vloot van Chinooks en Puma’s.

## Functioneren van de basis
Om alle luchtstrijdkrachten effectief te kunnen laten werken was een veilige thuisbasis nodig waar geland, bijgetankt en eventuele reparaties verricht kon worden. Om hiervan onder alle omstandigheden verzekerd te zijn, waren op RAF Laarbruch 3 RAF Regiment-eenheden gelegerd.
- Tactical Survive to Operate Hq. Een commandovoerings eenheid. Verantwoordelijk voor alle bijbehorende operationele taken als grond- en luchtverdediging, militaire politietaken, brandweertaken en explosieven opsporing en demontage.
- No 1 Squadron. Verantwoordelijk voor de grondverdediging van de basis. Dit (oudste) RAF Regiment was 160 man sterk en met mortieren uitgerust. Het squadron was ook uitgezonden naar voormalig Joegoslavië en Noord-Ierland en maakte deel uit van de NATO Reaction Forces (Air) unit - een eenheid die wordt ingezet ter beveiliging van tijdelijke bases voordat er vliegtuigen op mogen landen.
- No 26 Squadron. Vormde Laarbruchs luchtverdediging. De eenheid was de eerste binnen de Engelse land en luchtmacht die met het nieuwe Rapier-raketsysteem Field Standard "C" korteafstandsraketafweersysteem werd uitgerust. Het squadron bezat 6 Rapier Field Standard "C"-systemen, in een straal van 5 tot 10 km verspreid rond de basis werden ingezet. 26 Squadron werd uitgezonden naar de Falklandeilanden, waar het Rapier Field Standard "C" installeerde ter vervanging van de verouderde Rapier Field Standard B1-systemen.

De operationele status van de vliegbasis kon natuurlijk alleen worden behouden als de vliegtuigen en de uitrusting in goede staat verkeerden. Hiervoor stonden de volgende eenheden ter beschikking.
- Engineering and Supply Wing. Bestaande uit 900 man onderhouds en logistiek personeel was deze wing verantwoordelijk voor het vliegtuigonderhoud, gronduitrusting, communicatieapparatuur, radar, navigatie apparatuur, bewapening en het totale voertuigenpark van meer dan 1000 voertuigen in allerlei soorten.
- Operations Wing. Verantwoordelijk voor de status van de basis t.o.v. de eigen en andere NATO eenheden. RAF Laarbruch bezat alle benodigde operationele faciliteiten van een luchtverkeersleidingsgroep tot een brandbestrijdingseenheid.
- Administrations Wing . Belast met de verantwoordelijkheid voor alle accommodatie op de basis, catering, personeelsaangelegenheden, administratie, scholing, medische en tandheelkundige dienst, politie en de vliegveldbewaking. Speciaal in het buitenland waren dit zware taken omdat men ook verantwoordelijk was voor de lokaal woonachtige families. Militaire artsen en tandartsen behandelden de militairen en hun gezinsleden en de scholing van kinderen en het afnemen van examens werd door het RAF Education Centre gedaan.

De vliegoperaties op de basis vingen in november 1954 aan. Gewoonlijk waren er 3 vliegende squadrons gelegerd maar in diverse gevallen werd dit aantal uitgebreid naar 4 of 5. In het begin van de jaren ‘80 werd RAF Laarbruch ingericht op de permanente aanwezigheid van 4 squadrons (meer dan 60 toestellen).
Naast RAF Brüggen, was Laarbruch de best uitgeruste NATO basis van de Royal Air Force Germany (RAFG). Toen alle squadrons met de Panavia Tornado waren uitgerust werkten er circa 2200 militairen. Samen met hun gezinsleden leefden toen zo’n 6000 Engelsen in de directe omgeving van de basis.
Na de ineenstorting van het voormalige oostblok was er voor de RAF geen noodzaak meer om de vliegbases in voormalig West-Duitsland nog operationeel te houden. Na eerdere sluiting van de bases Gütersloh en RAF Wildenrath viel in 1994 het besluit om Laarbruch eveneens te sluiten. In mei 1999 verlieten de laatste RAF toestellen de vliegbasis; deze werd op 30 november van hetzelfde jaar overgedragen aan de Duitse autoriteiten waarna een eind kwam aan het Britse gebruik van de vliegbasis.
De voormalige basis Laarbruch was in de loop der jaren uitvalsbasis voor de volgende eenheden:
- 2 Recce Squadron (Sqn) met de F-4 Phantom II Sepecat Jaguar en Panavia Tornado GR1
- 3 Sqn net de BAe Harrier GR5 en GR7 en T10
- 4 Sqn met de BAe Harrier GR5 en GR7 en T10
- 15 Sqn met de Blackburn Buccaneer en de Panavia Tornado GR1
- 16 Sqn met de Blackburn Buccaneer en de Panavia Tornado GR1
- 20 Sqn met de Panavia Tornado GR1
- 18 Sqn met Puma HCR1 en Chinook HC.2 helikopters
- 1 en 26 sqn van het RAF Regiment

De oude militaire wijk op het vliegveld bestaat nog altijd, maar de huizen en andere gebouwen zijn niet meer bewoond. Wel werden, ten behoeve van de luchtvaartmaatschappijen, het inmiddels failliete V Bird en Ryanair enkele hangars nog gebruikt voor het onderhoud aan de vliegtuigen. Zelfs een oude hangar aan de parkeerplaats van Airport Weeze werd gebruikt als terminal, omdat de huidige toen nog niet af was.
RAF Laarbruch werd in 1999 gesloten en in 2002 verkocht aan een aantal Nederlandse investeerders. Het terrein ging vanaf 2003 eerst verder als Flughafen Niederrhein en later als Airport Weeze. Dit vliegveld vierde op 30 april en 1 mei 2008 zijn eerste lustrum; dit werd gevierd met een luchtshow met diverse toestellen.
Op de oude Quick Reaction Alert-area aan de noordkant van het vliegveld, waar in vroeger tijden WE.177 kernwapens lagen opgeslagen, staan nog steeds een groot aantal ongebruikte wachttorens en vliegtuigbunkers. Op dit gedeelte van het vliegveld vond vanaf 2004 t/m 2018 het Q-base dancefeest plaats.